# 菊地均
菊地 均（きくち ひとし、1948年 -　）は、日本の商学者。北海商科大学名誉教授。北海道札幌市出身。

## 履歴
函館大学商学部商学科卒業。日本大学大学院商学研究科博士課程単位取得満期退学。1979年北海学園北見大学商学部商学科講師。北海学園北見大学商学部商学科助教授。北海学園北見大学商学部商学科教授を経て、2006年北海商科大学商学部教授。2019年同定年退職。同名誉教授。
この他、レスブリッジ大学交換教授、1994年から2000年まで北海学園北見大学開発政策研究所主任研究員、2013年より北海商科大学開発政策研究所研究員も務めた。

## 研究領域
商業政策科学が専門。ミュルダールの社会科学方法論、オホーツク管内における大型店出店の影響力、観光マーケティング論の構築などを研究。

## 主著
- 『商業政策のダイナミズム : 流通政策・貿易政策・観光政策の課題』（千倉書房、1999年・2007年第2版）
- 黒田重雄ほか共著『現代マーケティングの基礎』（千倉書房、2001年）
- 中島茂幸ほか共著『人文・社会科学の視座 : イノベーション・法人税制・自動車、そして最尤解・語形成・言語理解』（共同文化社、2010年）
- 『シュンペーター』（共同文化社、2010年初版・2010年第2版）
- 『シュンペーターの資本主義論』（日本経済評論社、2015年）